# مايكل شميدت سالومون
مايكل شميدت سالومون (بالألمانية: Michael Schmidt-Salomon)‏‏ (14 سبتمبر 1967 في ترير - ) صحفي، وكاتب للأطفال، وفيلسوف، وأستاذ جامعي، وكاتب من ألمانيا.

## روابط خارجية
- مايكل شميدت سالومون على موقع IMDb (الإنجليزية)
- مايكل شميدت سالومون على موقع مونزينجر (الألمانية)
- مايكل شميدت سالومون على موقع ألو سيني (الفرنسية)
- مايكل شميدت سالومون على موقع كينوبويسك (الروسية)